# Iwami
Iwami (japanska: 岩美町?, Iwami-chō) är en landskommun (köping) i Tottori prefektur i Japan.  